# Call Detail Record
Call Detail Record (сокр. англ. CDR — Подробная запись о вызове (ПЗВ); возможна расшифровка Charging Data Records — записи данных о списаниях) в телекоммуникационной сфере — сервис, обеспечивающий журналирование работы телекоммуникационного оборудования, такого как коммутатор/АТС, IP-АТС, VoIP-шлюз, Виртуальная АТС и т. п..

## Общее назначение
CDR используется для расчета стоимости телефонных разговоров, оценки рациональности использования трафика, а также для сервисных нужд при настройке оборудования. Для решения этих задач CDR-сервис, как правило, работает с тарификационной или биллинговой программой. Тарификационные и биллинговые программы на основе данных CDR формируют счета на оплату телефонных разговоров, рассчитывают статистику загруженности линий и операторов, статистику активности абонентов и т. п.

## Виды CDR
Практически любая телефонная станция в том или ином виде предлагает тарификационный сервис, но разные производители могут использовать разные названия. Так, для оборудования Avaya, Nortel, Siemens, Cisco это — CDR-сервис, для Panasonic и LG-Nortel — SMDR-сервис (Station Messaging Detail Record), для Ericsson — CIL-сервис (Call Information Logging).
Если сервис включен, то обслуживающий персонал может получить данные о каждом акте коммутации. Степень детализации и вид этой информации зависит от типа телекоммуникационного оборудования (модели изделия, его прошивки) и от его настройки. Как правило, для каждого состоявшегося звонка cdr-информация содержит:
- Номера вызывающего и вызываемого абонента
- Время окончания разговора (время по часам АТС)
- Длительность разговора
- Другая сопроводительная информация (тип звонка: входящий, исходящий, перевод и т. п., номер транка и номер группы или IP-адреса и порты в VoIP, дата и время начала разговора, длительность дозвона и т. п.)

Для передачи данных тарификационной программе используются разнообразные интерфейсы:
- RS232 — АТС соединяется с приёмником по COM-порту специальным кабелем (распайка кабеля для каждой АТС индивидуальна)
- TCP/IP — АТС передает данные о звонке во внешнюю тарификационную систему (биллинг), посредством прикладного протокола, поверх tcp/ip. Чаще всего это запись CDR непосредственно в базу данных.
- Share или FTP — АТС выкладывает данные в файлы, к которым внешние программы получают доступ через Share или FTP.

## Применение CDR
Тарификационный сервис используется в первую очередь для формирования телефонных счетов. Существует огромное разнообразие программ для работы с тарификационными данными различных АТС, например, eSMDR, WinTariff, Phone Xpress, Барсум и т. п.
Кроме того, тарификационный сервис может использоваться для интеграции с различным телекоммуникационным оборудованием или программами. Так, например, в регистраторах телефонных переговоров cdr-информация может существенно дополнять информацию о звонке.
С другой стороны, подробная техническая информация о вызове и код причины завершения, содержащиеся в CDR-записи, позволяют осуществлять диагностику проблемных ситуаций.

## Преимущества и недостатки CDR
Тарификационный сервис имеет одно неоспоримое преимущество — практически в любое телекоммуникационное оборудование этот сервис включен по умолчанию. Таким образом, для расчета стоимости звонков на базе данных CDR-сервиса необходима только тарификационная программа. Для большинства АТС существует большое количество платных и бесплатных тарификационных программ.
К недостаткам данной технологии можно отнести то, что:
- данные о звонке приходят только после окончания звонка (впрочем некоторые АТС, например РТУ, могут сохранять CDR, не только по завершении, но по факту начала вызова, а также и с заданной периодичностью, пока вызов актуален)
- для многих АТС нельзя получить данные о несостоявшемся звонке
- данная технология не позволяет управлять АТС (можно получить данные о звонке, но нельзя, например, скоммутировать абонентов или наоборот прервать разговор)

Для построения более развитых биллинговых систем используются другие технологии, например TAPI, которые лишены вышеперечисленных недостатков, но, как правило, не включены по умолчанию в оборудование. Далеко не все АТС обладают такими возможностями и для включения таких возможностей, как правило, необходимо докупать оборудование и лицензии.
Хорошим средством тарификации считается онлайн-учёт звонков (accounting) посредством протоколов RADIUS, DIAMETER и т. п.